# Collozoum inerme
Collozoum inerme is een soort in de taxonomische indeling van de Amoebozoa. Deze micro-organismen hebben geen vaste vorm en hebben schijnvoetjes. Met deze schijnvoetjes kunnen ze voortbewegen en zich voeden. Het organisme komt uit het geslacht Collozoum. Collozoum inerme werd in ontdekt door J. Muller.